# Günter Jauch
Günter Jauch (* 1965) ist ein ehemaliger deutscher Degenfechter, deutscher Meister, Mannschaftseuropameister 1991 sowie -vizeweltmeister 1989. Er focht beim Heidenheimer SB.

## Leben
Bevor Jauch zum Heidenheimer SB wechselte, focht er beim TG Schwenningen, wo er mehrere württembergische Juniorenmeisterschaften im Florett und Degen gewann. Später spezialisierte er sich auf den Degen und gewann im Jahr 1990 die deutschen Einzelmeisterschaften im Degenfechten, 1989 und 1994 wurde er Dritter. In den 1980er- und 1990er-Jahren gewann die Mannschaft des Heidenheimer SB auch mehrere Meistertitel und Medaillen bei den Herrendegen-Mannschaftsmeisterschaften, die genauen Mannschaftsaufstellungen sind jedoch nicht bekannt.
1989 war Jauch Teil der Herrendegen-Mannschaft, die bei den Weltmeisterschaften in Denver den zweiten Platz belegte. Sie bestand neben Jauch aus Elmar Borrmann, Robert Felisiak, Stefan Hörger und Thomas Gerull. Bei den Europameisterschaften 1991 siegte Jauch zusammen mit Andre Kühnemund, Patrick Draenert und Ingo Grausam vor Österreich und der Tschechoslowakei. Im Einzel wurde er 38. Im selben Jahr nahm er auch an der Sommer-Universiade in Sheffield teil, die er ebenfalls mit der Mannschaft gewinnen konnte. Im Einzel belegte er hier den 13. Platz.

## Weblink
- Athleten-Biographie – Günther Jauch bei Ophardt Team Sportevent